# Elitserien i handboll för herrar 2010/2011
Elitserien i handboll för herrar 2010/2011 var Sveriges högsta division i handboll för herrar säsongen 2010/2011. Säsongen inleddes måndagen den 13 september 2010 med matchen mellan HK Drott och HK Aranäs och avslutades måndagen den 21 mars 2011. Därefter inleddes för andra året i rad en slutspelsserie som spelades mellan den 24 mars och den 13 april 2011. IK Sävehof blev svenska mästare efter finalseger mot Eskilstuna Guif med 35-18 i Scandinavium inför 10.763 åskådare.

## Deltagande lag
Från Elitserien 2009/2010 (10 lag):
- Alingsås HK
- HK Drott
- Eskilstuna Guif
- Hammarby IF
- Lugi HF
- HK Malmö
- Redbergslids IK
- IFK Skövde
- IK Sävehof
- Ystads IF

Från Elitseriekval (3 lag):
- H43 Lund (kvar i Elitserien)
- IFK Kristianstad (kvar i Elitserien)
- LIF Lindesberg (kvar i Elitserien)

Från Allsvenskan 2009/2010 (1 lag):
- HK Aranäs (upp från Allsvenskan)

## Regionalt poolspel
Denna säsong införs ett, så kallat, poolspel med två pooler, ett "nordligt" och ett "sydligt". Lagen inom respektive pool möter varandra en gång extra jämfört med föregående år. Anledningen till införandet är att det ska bli fler matcher, som därmed ska generera större intäkter till klubbarna.  Då det är 7 lag i varje grupp så är det ett lag som står över varje omgång i poolspelet. Detta gör att poolspelet har 6 matcher för varje lag men spelas över 7 spelomgångar.

### Pool 1 ("Nord")
- Alingsås HK
- Hammarby IF
- Eskilstuna Guif
- LIF Lindesberg
- Redbergslids IK
- IFK Skövde
- IK Sävehof

### Pool 2 ("Syd")
- HK Aranäs
- HK Drott
- H43 Lund
- IFK Kristianstad
- Lugi HF
- HK Malmö
- Ystads IF

## Tabell
| Nr | Lag              | S  | V  | O | F  | GM   | IM  | MS   | P  |
| -- | ---------------- | -- | -- | - | -- | ---- | --- | ---- | -- |
| 1  | IK Sävehof (RM)  | 32 | 23 | 3 | 6  | 1007 | 848 | +159 | 49 |
| 2  | Eskilstuna Guif  | 32 | 23 | 3 | 6  | 967  | 841 | +126 | 49 |
| 3  | Lugi HF          | 32 | 18 | 5 | 9  | 869  | 823 | +46  | 41 |
| 4  | IFK Skövde       | 32 | 19 | 1 | 12 | 917  | 897 | +20  | 39 |
| 5  | Alingsås HK      | 32 | 14 | 6 | 12 | 813  | 801 | +12  | 34 |
| 6  | Redbergslids IK  | 32 | 15 | 3 | 14 | 922  | 908 | +14  | 33 |
| 7  | HK Drott         | 32 | 14 | 3 | 15 | 838  | 873 | −35  | 31 |
| 8  | HK Malmö         | 32 | 13 | 4 | 15 | 878  | 877 | +1   | 30 |
| 9  | HK Aranäs (U)    | 32 | 13 | 3 | 16 | 884  | 891 | −7   | 29 |
| 10 | Ystads IF        | 32 | 13 | 3 | 16 | 825  | 892 | −67  | 29 |
| 11 | IFK Kristianstad | 32 | 11 | 4 | 17 | 819  | 860 | −41  | 26 |
| 12 | Hammarby IF      | 32 | 11 | 3 | 18 | 813  | 869 | −56  | 25 |
| 13 | H43              | 32 | 9  | 0 | 23 | 841  | 925 | −84  | 18 |
| 14 | LIF Lindesberg   | 32 | 5  | 5 | 22 | 892  | 980 | −88  | 15 |

## Slutspelet

### Slutspelsserier
Kvartsfinalerna är för andra år i rad ersatt av en slutspelsserie. De åtta bästa lagen i elitserien delas in i två grupper och möter varandra en gång hemma och borta, totalt sex matcher. I de två grupperna börjar vissa lag med bonuspoäng baserade på placeringen i elitserien, dessa poäng fördelas enligt följande:
- Lag 1 och 2 i elitserien: 3 extra poäng
- Lag 3 och 4 i elitserien: 2 extra poäng
- Lag 5 och 6 i elitserien: 1 extra poäng
- Lag 7 och 8 i elitserien: 0 extra poäng

De två grupperna utgjordes av lag 1, 4, 6 och 8 i den ena gruppen och lag 2, 3, 5 och 7 i den andra.

### Grupp 1
| Nr | Lag         | S | V | O | F | GM  | IM  | MS  | P  |
| -- | ----------- | - | - | - | - | --- | --- | --- | -- |
| 1  | IK Sävehof  | 6 | 5 | 0 | 1 | 182 | 144 | +38 | 13 |
| 2  | Alingsås HK | 6 | 4 | 0 | 2 | 156 | 146 | +10 | 9  |
| 3  | HK Malmö    | 6 | 3 | 0 | 3 | 147 | 161 | −14 | 6  |
| 4  | IFK Skövde  | 6 | 0 | 0 | 6 | 145 | 197 | −52 | 2  |

#### Resultat
| Datum         | Match              | Resultat | Arena            | Publik |
| ------------- | ------------------ | -------- | ---------------- | ------ |
| 26 mars 2011  | Skövde - Sävehof   | 20 - 34  | Arena Skövde     | 1 308  |
| 28 mars 2011  | Malmö - Alingsås   | 22 - 24  | Baltiska Hallen  | 819    |
| 30 mars 2011  | Alingsås - Skövde  | 26 - 17  | Nolhagahallen    | 1.062  |
| 30 mars 2011  | Sävehof - Malmö    | 27 - 17  | Partillebohallen | 788    |
| 3 april 2011  | Alingsås - Sävehof | 23 - 33  | Nolhagahallen    | 1.056  |
| 3 april 2011  | Skövde - Malmö     | 21 - 24  | Arena Skövde     | 1.045  |
| 6 april 2011  | Malmö - Skövde     | 31 - 29  | Baltiska Hallen  | 605    |
| 6 april 2011  | Sävehof - Alingsås | 24 - 23  | Partillebohallen | 1.784  |
| 8 april 2011  | Malmö - Sävehof    | 30 - 28  | Baltiska Hallen  | 738    |
| 10 april 2011 | Skövde - Alingsås  | 27 - 28  | Arena Skövde     | 604    |
| 13 april 2011 | Alingsås - Malmö   | 32 - 23  | Nolhagahallen    | 1.071  |
| 13 april 2011 | Sävehof - Skövde   | 36 - 31  | Partillebohallen | 411    |

### Grupp 2
| Nr | Lag             | S | V | O | F | GM  | IM  | MS  | P  |
| -- | --------------- | - | - | - | - | --- | --- | --- | -- |
| 1  | Eskilstuna Guif | 6 | 4 | 1 | 1 | 190 | 175 | +15 | 12 |
| 2  | HK Drott        | 6 | 4 | 0 | 2 | 171 | 157 | +14 | 8  |
| 3  | Lugi HF         | 6 | 2 | 0 | 4 | 161 | 172 | −11 | 6  |
| 4  | Redbergslids IK | 6 | 1 | 1 | 4 | 173 | 191 | −18 | 4  |

#### Resultat
| Datum         | Match               | Resultat | Arena                | Publik |
| ------------- | ------------------- | -------- | -------------------- | ------ |
| 24 mars 2011  | Drott - Redbergslid | 29 - 22  | Halmstad Arena       | 1 460  |
| 27 mars 2011  | Lugi - Guif         | 22 - 32  | Fof Sparbank Arena   | 1.098  |
| 30 mars 2011  | Guif - Drott        | 34 - 29  | Eskilstuna Sporthall | 2.128  |
| 30 mars 2011  | Redbergslid - Lugi  | 30 - 27  | Lisebergshallen      | 823    |
| 2 april 2011  | Redbergslid - Guif  | 29 - 34  | Lisebergshallen      | 703    |
| 6 april 2011  | Lugi - Drott        | 22 - 20  | Fof Sparbank Arena   | 1.487  |
| 7 april 2011  | Guif - Redbergslid  | 34 - 34  | Eskilstuna Sporthall | 1.746  |
| 8 april 2011  | Drott - Lugi        | 30 - 25  | Halmstad Arena       | 1.634  |
| 10 april 2011 | Drott - Guif        | 33 - 25  | Halmstad Arena       | 1.346  |
| 11 april 2011 | Lugi - Redbergslid  | 37 - 29  | Fof Sparbank Arena   | 1.113  |
| 13 april 2011 | Guif - Lugi         | 31 - 28  | Eskilstuna Sporthall | 1.607  |
| 13 april 2011 | Redbergslid - Drott | 29 - 30  | Lisebergshallen      | 703    |

## SM-slutspel
|  | Semifinaler     | Semifinaler     | Semifinaler     | Semifinaler     | Semifinaler     | Semifinaler     |            |            | Final      | Final      | Final      | Final | Final | Final |
|  |                 |                 |                 |                 |                 |                 |            |            |            |            |            |       |       |       |
|  | 0               |                 |                 |                 |                 |                 |            |            |            |            |            |       |       |       |
|  |                 |                 |                 |                 |                 |                 |            |            |            |            |            |       |       |       |
|  | IK Sävehof      | IK Sävehof      | IK Sävehof      | 26              | 30              | 34              |            |            |            |            |            |       |       |       |
|  | IK Sävehof      | IK Sävehof      | IK Sävehof      | 26              | 30              | 34              | 0          |            |            |            |            |       |       |       |
|  | HK Drott        | HK Drott        | HK Drott        | 22              | 19              | 24              |            |            |            |            |            |       |       |       |
|  | HK Drott        | HK Drott        | HK Drott        | 22              | 19              | 24              | IK Sävehof | IK Sävehof | IK Sävehof | IK Sävehof | IK Sävehof | 35    |       |       |
|  | 0               |                 |                 |                 |                 |                 | IK Sävehof | IK Sävehof | IK Sävehof | IK Sävehof | IK Sävehof | 35    |       |       |
|  |                 | Eskilstuna Guif | Eskilstuna Guif | Eskilstuna Guif | Eskilstuna Guif | Eskilstuna Guif | 18         |            |            |            |            |       |       |       |
|  | Eskilstuna Guif | Eskilstuna Guif | Eskilstuna Guif | Eskilstuna Guif | Eskilstuna Guif | Eskilstuna Guif | 18         | 34         | 25         | 29         | 27         |       |       |       |
|  | Eskilstuna Guif | Eskilstuna Guif |                 |                 |                 |                 |            |            | 25         | 29         | 27         |       |       |       |
|  | Alingsås HK     | Alingsås HK     | 23              | 27              | 24              | 21              |            |            |            |            |            |       |       |       |
|  | Alingsås HK     | Alingsås HK     | 23              | 27              | 24              | 21              |            |            |            |            |            |       |       |       |

### Semifinaler
| Datum                               | Match           | Resultat | Publik |
| ----------------------------------- | --------------- | -------- | ------ |
| IK Sävehof - HK Drott (3-0)         |                 |          |        |
| 17 april 2011                       | Sävehof - Drott | 26 - 22  | 810    |
| 20 april 2011                       | Drott - Sävehof | 19 - 30  | 2.461  |
| 24 april 2011                       | Sävehof - Drott | 34 - 24  | 902    |
| Eskilstuna Guif - Alingsås HK (3-1) |                 |          |        |
| 17 april 2011                       | Guif - Alingsås | 34 - 23  | 1.912  |
| 21 april 2011                       | Alingsås - Guif | 27 - 25  | 960    |
| 25 april 2011                       | Guif - Alingsås | 29 - 24  | 2.075  |
| 27 april 2011                       | Alingsås - Guif | 21 - 27  | 1.030  |

### Final
| Datum                | Match                        | Resultat | Publik |
| -------------------- | ---------------------------- | -------- | ------ |
| Final i Scandinavium |                              |          |        |
| 7 maj 2011           | IK Sävehof - Eskilstuna Guif | 35 - 18  | 10.763 |

## Svenska mästare 2010/2011
IK Sävehof blir 2011 svenska mästare för fjärde gången, efter stor finalseger mot Eskilstuna Guif.
Tränare: Mikael Franzén
Spelare
- 1. Thomas Forsberg
- 12. Daniel Bergquist

- 2. Robert Johansson
- 6. Michael Apelgren
- 8. Jesper Nielsen
- 10. Victor Fridén
- 14. Tobias "Rumän" Johansson
- 19. Jonathan Stenbäcken
- 21. Tobias Albrechtson
- 22. Eric Forsell Schefvert
- 24. Johan Jakobsson
- 26. Niclas Barud
- 29. Emil Berggren
- 60. Erik Fritzon

## Statistik och utmärkelser

### Skytteligan
- Zoran Roganović, H43 Lund - 32 matcher, 241 mål[2]

### All Star Team
- Målvakt: Mikael Aggefors, Alingsås HK
- Vänstersexa: Niklas Gudmundsson, Lugi HF
- Mittsexa: Andreas Nilsson, IFK Skövde
- Högersexa: Mattias Zachrisson, Eskilstuna Guif
- Vänsternia: Jonathan Stenbäcken, IK Sävehof
- Mittnia: Tobias Aren, Eskilstuna Guif
- Högernia: Zoran Roganović, H43 Lund

### Övriga utmärkelser
- Årets komet: Kim Ekdahl Du Rietz, Lugi HF
- Årets försvarsspelare: Richard Blank, Eskilstuna Guif
- Årets poängvinnare (Most Effective Player): Mattias Zachrisson, Eskilstuna Guif
- Årets tränare: Kristján Andrésson, Eskilstuna Guif